# 機電系
機電系（きでんけい）は、高等教育（高等専門学校・大学・大学院）において機械工学・電気工学・電子工学及びそれらに類する学問を総称する言葉である。主に企業の採用活動において使用されることが多い。
かつては、重電工業に従事する技術者を指して使われていた。
機械系と電気系及び電子系を一纏めにした当用語からは、両者があたかも密接な関係を持つかのような錯覚を覚える可能性もある。しかし機械系と電気系ないしは機械系と電子系の間の関連は、同じように「電電」と一纏めにされる電気系と電子系の間の関連に比べると皆無と言えるほど少ない。近年では複合学際領域の盛り上がりにより互いの成果を応用しあうことこそあるが、両者の持つ専門性は大きく異なっている。教育においても、学問の基礎知識として共通しているのは大学低学年で履修する初等的な数学と物理学程度にとどまっている。
しかし産業界において工業設備を運用する場合等には必ず機械系と電気電子系双方の技術者が必要になることから、電機メーカーのみならず食品や医薬品のメーカー、ゼネコン、化学・素材メーカーからも求められる。
また、採用活動などにおいては機械系と電気電子系の学生は一緒くたに扱われることが多い。これらの事情から機電系という言葉は大学側ではほとんど使用されず、主に企業が採用活動の際に使用する場合がほとんどである。

## 採用での動向
従来、機電系の学生の就職先は各種メーカーから大学への推薦依頼をもとにした推薦で決まることが多かった。しかし2006年頃から就職が売り手市場になるにつれて、優秀な理工系の学生が数学的な知識を生かすことができ、さらに給与が高いとされる外資系の企業や金融業・総合商社に就職する例が増えた。ダイヤモンドビッグアンドリード社の2008の人気企業調査では、理系男子において10位以内に総合商社が3社入っている。そのため、採用において製造業はこれらの企業とも争わなくてはならなかった。
2009年3月現在、2010年度新卒採用においては輸出に依存したメーカー各社の採用中止が相次いだ。以降は、新卒機電系学生への需要も一転して激減し、就職活動に苦戦しているのが現状である。メーカー以外でも生産技術職として多種多様なニーズがあったが、それらは大手電機メーカーや自動車メーカーにおける選考から漏れた大量の学生を受け入れる受け皿としては募集人数が過少であったため、機電系学生の大手内定率の減少を止められていないのが現状である。
また、女子学生の比率も機電系では低く理工系の学科における女性の割合は、薬学部を除くと多くても4割であるが、電気工学系や機械工学系の学科になると11％まで下がる。そのため、機電系の女子学生はそもそも人数が少ないため自分の専門に関連する業界にほとんど就職できる。その半面、理学や化学分野の女子学生は、食品メーカーや化学メーカーといった自身の専攻に直結する会社の数は機電系に比べてそう多くはなく、必ずしも希望する業界の会社に就職できるとは限らない。
中途採用においても、機電系がもっとも広告費が高くなる傾向がある。
2013年以降、アベノミクスによる円安・株高に伴い、製造業の就職活動は好転した。機電系に対する採用は再び活況を見せており、2015年現在、機電系学生の就職は非常に良好な水準を保っている。

## 大学進学での動向
高校生の進路選択においても、機械工学科・電気工学科の人気は一昔前より下がっている。河合塾の統計でも、医学部・薬学部などが理系において人気の学部学科となり、工学部、特に機械工学科・電気工学科・情報工学科の人気は相対的に下がっていることがわかる。。

## 機電系に属する学問
- 機械工学
- 電気工学
- 電子工学
- 計測工学
- 制御工学
- ロボット工学
- メカトロニクス
- 通信工学
- 航空宇宙工学
- 船舶工学